# فرد شو
فرد شو (بالإنجليزية: Fred Shaw)‏ (27 مارس 1909 في المملكة المتحدة - 1 يناير 1994) هو لاعب كرة قدم بريطاني (وحمل سابقاً جنسية المملكة المتحدة لبريطانيا العظمى وأيرلندا) في مركز مهاجم داخلي. لعب مع برمنغهام سيتي ونادي بورنموث ونوتس كاونتي ونادي مانسفيلد تاون ودارلاستون تاون.